# Rosie (film 2018)
Rosie è un film del 2018 diretto da Paddy Breathnach.
Il film è stato presentato il 7 settembre 2018 al Toronto International Film Festival 2018 nella sezione "Contemporary World Cinema". È stato distribuito nelle sale irlandesi a partire dal 12 ottobre 2018.